# Draconyx
Genre
Espèce
Draconyx (« griffe de dragon ») est un genre de dinosaures ornithischiens ornithopodes de la fin du Jurassique (Tithonien). Cet herbivore voisin des iguanodons vivait dans ce qui est maintenant le Portugal. Il a été découvert dans la Formation de Lourinhã en 1991 et décrit par Octávio Mateus et Miguel Telles Antunes en 2001. Le genre comprend une espèce unique, Draconyx loureiroi, connue par un spécimen découvert ne comprenant que quelques parties fossiles. Sa longueur est estimée à 3,5 mètres pour un poids de 150 kilogrammes.

## Découvertes
L'holotype, ML 357, est connu par des restes fossiles de dents, d'un pied, d'une partie des membres postérieur et antérieur et des vertèbres caudales.